# Joseph Giguère
 (mars 2021).
La mise en forme du texte ne suit pas les recommandations de Wikipédia : il faut le « wikifier ».
Les points d'amélioration suivants sont les cas les plus fréquents. Le détail des points à revoir est peut-être précisé sur la page de discussion.
- Les titres sont pré-formatés par le logiciel. Ils ne sont ni en capitales, ni en gras.
- Le texte ne doit pas être écrit en capitales (les noms de famille non plus), ni en gras, ni en italique, ni en « petit »…
- Le gras n'est utilisé que pour surligner le titre de l'article dans l'introduction, une seule fois.
- L'italique est rarement utilisé : mots en langue étrangère, titres d'œuvres, noms de bateaux, etc.
- Les citations ne sont pas en italique mais en corps de texte normal. Elles sont entourées par des guillemets français : « et ».
- Les listes à puces sont à éviter, des paragraphes rédigés étant largement préférés. Les tableaux sont à réserver à la présentation de données structurées (résultats, etc.).
- Les appels de note de bas de page (petits chiffres en exposant, introduits par l'outil «  Source ») sont à placer entre la fin de phrase et le point final[comme ça].
- Les liens internes (vers d'autres articles de Wikipédia) sont à choisir avec parcimonie. Créez des liens vers des articles approfondissant le sujet. Les termes génériques sans rapport avec le sujet sont à éviter, ainsi que les répétitions de liens vers un même terme.
- Les liens externes sont à placer uniquement dans une section « Liens externes », à la fin de l'article. Ces liens sont à choisir avec parcimonie suivant les règles définies. Si un lien sert de source à l'article, son insertion dans le texte est à faire par les notes de bas de page.
- La présentation des références doit suivre les conventions bibliographiques. Il est recommandé d'utiliser les modèles {{Ouvrage}}, {{Chapitre}}, {{Article}}, {{Lien web}} et/ou {{Bibliographie}}. Le mode d'édition visuel peut mettre en forme automatiquement les références.
- Insérer une infobox (cadre d'informations à droite) n'est pas obligatoire pour parachever la mise en page.

Pour une aide détaillée, merci de consulter Aide:Wikification.
Si vous pensez que ces points ont été résolus, vous pouvez retirer ce bandeau et améliorer la mise en forme d'un autre article.
Pour les articles homonymes, voir Giguère.
Joseph Giguère, né à Saint-Sylvestre le 6 décembre 1940 et mort à Montréal le 23 juin 2020, est un syndicaliste et coopérant québécois.
Joseph Giguère est président du Conseil central des syndicats nationaux de Québec (CSN) de 1976 à 1980. Par la suite, il a été coopérant au Pérou et au Québec. C’est le premier directeur laïque du Centre Saint-Pierre.

## Biographie
Natif de la Beauce, Joseph Giguère songe à la prêtrise et poursuit des études en théologie à l’Université Saint-Paul à Ottawa. Il s’engage dans la Jeunesse ouvrière catholique (JOC).

### Engagement syndical
Embauché à la Quebec Poultry, dans Limoilou, il participe à une campagne de maraudage pour remplacer un syndicat américain par un syndicat CSN, dans l’abattoir de volailles. Son appartement est la cible d’un attentat à la bombe, le 3 avril 1974, le soir de la première réunion du nouveau syndicat.
C’est à titre de président du Syndicat des employés de Quebec Poultry (CSN) que Joseph Giguère commence à s’impliquer au Conseil central des syndicats nationaux de Québec (CSN) dont il est élu 1er vice-président, en 1975, puis président, en 1976.
La période est particulièrement tumultueuse au plan syndical avec un nombre record de grèves. C’est sous la présidence de Joseph Giguère que le conseil central adopte officiellement la philosophie du syndicalisme de combat. Joseph Giguère met sur pied un comité de solidarité réunissant tous les syndicats en lutte afin d’augmenter le rapport de force des uns et des autres,.
Avant l’adoption de la loi anti-briseur de grève, en 1977, Joseph Giguère n’hésite pas à mobiliser les membres du conseil central en appui aux grèves en cours. Ainsi, les participants au congrès de 1976 du Conseil central des syndicats nationaux de Québec (CSN) défient coup sur coup trois injonctions limitant le nombre de personnes sur les piquets de grève dans autant de conflits de travail en cours,.
La présidence de Joseph Giguère a également été marquée par l’organisation de nouveaux secteurs, comme l’hôtellerie, et une plus grande ouverture du mouvement syndical sur la société civile et les luttes sociales. En 1980, il quitte la présidence du conseil central.

### Coopérant
Après son passage au conseil central, Joseph Giguère a poursuivi son engagement comme coopérant. De 1982 à 1987, il a été coopérant international avec SUCO auprès des syndicats de mineurs du Pérou,. À son retour au Québec, il devient conseiller à MCE Conseils et accompagne le développement de coopératives de travail. Il préside le Regroupement des coopérateurs et coopératrices du travail (RQCCT) de 1996 à 2008,. Il participe à la fondation de Fondaction et siège sur le conseil d’administration plus de dix ans,.
En 1992, Joseph Giguère devient le premier directeur laïque du Centre Saint-Pierre, un centre d’éducation populaire de Montréal mis sur pied par les Oblats. Il occupe cette fonction jusqu’en 2002,,.
Un AVC le laissera aphasique en septembre 2010. Avec l’aide de sa conjointe, Marie-Claire Nadeau, il entreprend sa réadaptation et poursuit pendant plusieurs années son implication au sein de l’Association des personnes aphasiques,,.
Atteint d’un cancer généralisé, Joseph Giguère est décédé chez lui, accompagné de ses proches, le 23 juin 2020,,.

## Citations
« Les travailleurs n’ont rien à attendre du jeu politique »
« L’expression démocratique des travailleurs doit passer par les affrontements »
« La coopérative de travail pour être vraiment transformatrice doit non seulement être démocratique à l’intérieur, mais aussi solidaire de sa communauté à l’externe. »

## Articles dans les quotidiens
1.	Le véritable enjeu, c'est l'annonce de la « Bonne Nouvelle » aujourd'hui, Le Devoir, 2008-08-13, page A6 https://www.ledevoir.com/opinion/idees/201293/libre-opinion-le-veritable-enjeu-c-est-l-annonce-de-la-bonne-nouvelle-aujourd-hui
2.	Méditation devant la crèche, Le Devoir, 2007-12-27 page A6 https://www.ledevoir.com/opinion/idees/170001/libre-opinion-meditation-devant-la-creche
3.	Sortez les militaires et rentrez les humanitaires !, Le Devoir, 2007-07-20, page A9 https://www.ledevoir.com/opinion/idees/150861/afghanistan-sortez-les-militaires-et-rentrez-les-humanitaires
4.	Pour la défense de toutes les Zakia Zaki, Le Devoir - 2007-06-27, page B5 https://www.ledevoir.com/opinion/idees/148595/pour-la-defense-de-toutes-les-zakia-zaki
5.	Tout compte fait, ce n'est pas un mauvais résultat, Le Devoir - 2007-03-28, page A7 https://www.ledevoir.com/opinion/idees/137124/tout-compte-fait-ce-n-est-pas-un-mauvais-resultat
6.	Un accommodement raisonnable avec nous-mêmes, Le Devoir, 2007-01-31. Page A9 https://www.ledevoir.com/opinion/idees/129252/un-accommodement-raisonnable-avec-nous-memes
7.	Enjeu crucial au Pérou, épisode sensible en Amérique Latine, Cyberpresse, 2006-06-01
8.	Quand les artistes ne voient plus..., Le Devoir, 2006-04-14, page A9, https://www.ledevoir.com/opinion/idees/106767/quand-les-artistes-ne-voient-plus
9.	Pardonner n'est pas oublier, Le Devoir, 2005-09-28, page B4 https://www.ledevoir.com/opinion/idees/91324/pardonner-n-est-pas-oublier
10.	La souveraineté et l'association - Pour un Québec normal et un Canada fonctionnel, Le Devoir, 2005-07-07, page A7 https://www.ledevoir.com/opinion/idees/85629/la-souverainete-et-l-association-pour-un-quebec-normal-et-un-canada-fonctionnel
11.	Un nouveau type d'association dans un Canada autre, Le Devoir, 2004-06-26, page B5  https://www.ledevoir.com/opinion/idees/57748/un-nouveau-type-d-association-dans-un-canada-autre
12.	Redonner au politique sa dignité avant toute « réingénierie », Le Devoir, 2003-12-29, page A6 https://www.ledevoir.com/opinion/idees/43800/libre-opinion-redonner-au-politique-sa-dignite-avant-toute-reingenierie
13.	Le temps des bombes, Le Devoir, 2003-04-03, page A7 https://www.ledevoir.com/opinion/idees/24624/le-temps-des-bombes
14.	Une démarche qui change le monde, Le Devoir, 2002-11-21, page A7 Le Devoir | https://www.ledevoir.com/opinion/idees/13838/reforme-des-institutions-democratiques-une-demarche-qui-change-le-monde
15.	Souhaits pour 2002 : que l'humanité devienne une grande famille démocratique, Le Devoir, 2002-01-07, page A6 https://numerique.banq.qc.ca/patrimoine/details/52327/2807705
16.	Élections le 8 avril dernier. Pérou : le plus passionnant est à venir, Le Devoir, 2001-04-26, page A7  https://collections.banq.qc.ca/ark:/52327/2798009
17.	Devenir un nous en partageant nos récits, Le Devoir, 2001-01-26, page A8 Le Devoir | https://collections.banq.qc.ca/ark:/52327/2798863
18.	Mission de l'OEA au Pérou. Axworthy aura-t-il le courage de sanctionner Fujimori, avec Fabien Leboeuf, Le Devoir, 2000-06-30, page A9 1.         https://collections.banq.qc.ca/ark:/52327/2798257
19.	Élections péruviennes. Entre le samouraï, l’Indien et la mondialisation, Le Devoir, 2000-04-08, page A11 https://collections.banq.qc.ca/ark:/52327/2798009
20.	2000 ans à s'aimer, Le Devoir, 1999-12-31, page A11 https://collections.banq.qc.ca/ark:/52327/2807617
21.	La vraie fête : celle de l'amour, La Presse, 1999-12-31, page B-2 https://collections.banq.qc.ca/ark:/52327/2189364
22.	Coupe à blanc dans notre écosystème éthique, Le Devoir, 1997-05-22, page A8 https://collections.banq.qc.ca/ark:/52327/2767937
23.	Sécurité du revenu : un parcours éthiquement inacceptable, La Presse, 1997-04-30, page B3 https://collections.banq.qc.ca/ark:/52327/2183855
24.	La stratégie de la dernière chance, Le Devoir, 1993-10-18, page A9 https://collections.banq.qc.ca/ark:/52327/2765859
25.	Tous les butins du monde. Plus de 800 groupes québécois veulent sauver le budget de l’éducation populaire, Le Devoir, 1993-03-25, page A7 https://collections.banq.qc.ca/ark:/52327/2765319
26.	Venons-en à la question M. Bourassa, Le Devoir, 7 août 1992 et Relations, no 583, septembre 1992, p. 195-196. https://numerique.banq.qc.ca/patrimoine/details/52327/2764749
27.	Gonzalo et le Samouraï : entre le putschisme et la folie sendériste, une voie bien étroite, Le Devoir, 9 juillet 1992, page A13 A13 ttps://collections.banq.qc.ca/ark:/52327/2764706
28.	Les travailleurs n’ont rien à attendre du jeu politique, Le Soleil, 1976-09-22, page A-5. https://collections.banq.qc.ca/ark:/52327/2722344